# Historique de navigation web

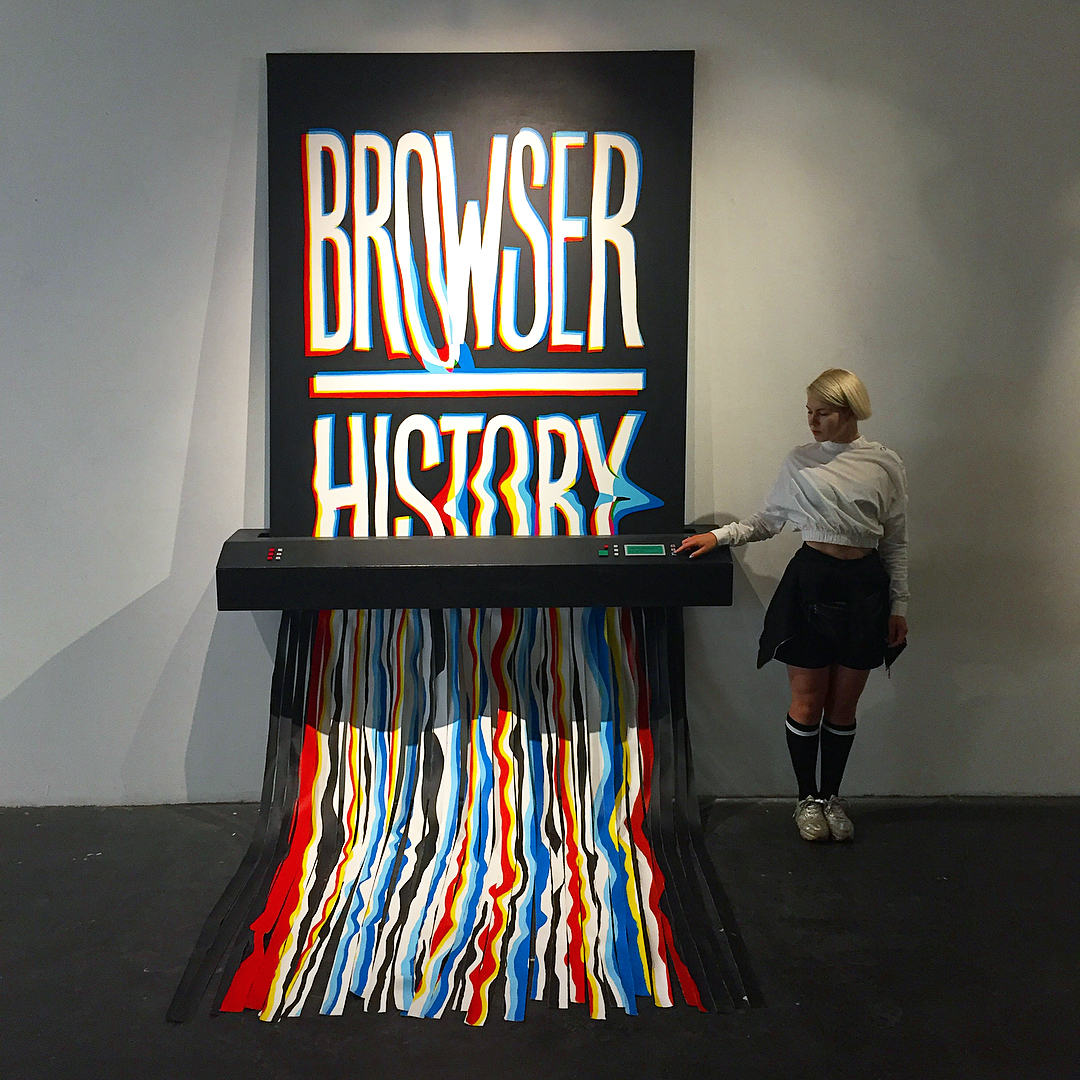
Illustrations liées à l'historique du navigateur

L'historique de navigation Web fait référence à la liste des pages web qu'un utilisateur a visitées, ainsi qu'aux métadonnées associées telles que le titre de la page et l'heure de la visite. Il est généralement stocké localement par les navigateurs web, afin de fournir à l'utilisateur une liste d'historique pour revenir aux pages précédemment visitées. Il peut refléter les intérêts, les besoins et les habitudes de navigation de l'utilisateur.
Tous les principaux navigateurs ont un mode de navigation privée dans lequel l'historique de navigation n'est pas enregistré. Il s'agit de se protéger contre la collecte de l'historique de navigation par des tiers à des fins de publicité ciblée ou à d'autres fins.

## Applications

### Histoire locale
L'historique de navigation stocké localement peut faciliter la redécouverte des pages web perdues précédemment visitées dont on n'a qu'un vague souvenir à l'esprit ou des pages difficiles à trouver en raison de leur localisation dans le web profond. Les navigateurs l'utilisent également pour activer la saisie semi-automatique dans leur barre d'adresse pour une navigation plus rapide et plus pratique vers les pages fréquemment visitées.
La durée de conservation de l'historique de navigation varie selon le navigateur Web. Mozilla Firefox (version de bureau) enregistre l'historique indéfiniment par défaut dans un fichier nommé places.sqlite, mais efface automatiquement l'historique le plus ancien lorsque l'espace disque est épuisé, tandis que Google Chrome (version de bureau) stocke l'historique pendant dix semaines par défaut, en élaguant automatiquement entrées antérieures. Un fichier d'historique indéfini nommé Archived History a déjà été enregistré, mais a été supprimé et automatiquement supprimé dans la version 37, publiée en septembre 2014,.
Les extensions de navigateur telles que History Trends Unlimited pour Google Chrome (version de bureau) permettent le stockage local indéfini de l'historique de navigation, l'exportation dans un fichier portable et l'auto-analyse des habitudes de navigation et des statistiques.
L'historique de navigation n'est pas enregistré lors de l'utilisation du mode de navigation privée fourni par la plupart des navigateurs.

### Publicité ciblée
La publicité ciblée consiste à présenter à l'utilisateur des publicités plus pertinentes en fonction de son historique de navigation. Un exemple typique est un utilisateur recevant des publicités sur des chaussures lorsqu'il navigue sur d'autres sites web après avoir recherché des chaussures sur des sites web d'achat. Une étude montre que la publicité ciblée double le taux de conversion de la publicité en ligne classique.
Les enchères en temps réel sont la méthode utilisée derrière la publicité ciblée. Il s'agit d'un système qui enchérit automatiquement le prix pour présenter des publicités sur certains sites web. Les annonceurs décident combien ils sont prêts à payer en fonction du public cible des sites web. Par conséquent, plus d'informations sur les utilisateurs pourraient inciter les annonceurs à payer des prix plus élevés. Les informations des utilisateurs, telles que l'historique de navigation, sont fournies à toutes les entreprises impliquées dans l'appel d'offres. Comme il s'agit d'un processus en temps réel, les informations sont généralement collectées sans le consentement de l'utilisateur et transférées sous forme non cryptée. L'utilisateur a une connaissance très limitée de la manière dont ses informations sont collectées, stockées et utilisées,.
La réponse de l'utilisateur à la publicité ciblée dépend de la connaissance ou non des informations collectées. Si l'utilisateur sait déjà que les informations sont collectées à l'avance, une publicité ciblée pourrait potentiellement créer un effet positif, conduisant à une intention plus élevée de cliquer sur le lien. Cependant, si l'utilisateur n'est pas informé de la collecte d'informations, on serait plus préoccupé par la confidentialité. Cela diminuera son intention de cliquer sur le lien. En attendant, lorsque l'utilisateur considère le site Web comme fiable, il lui est plus possible de cliquer sur le lien et d'accepter le service de personnalisation,.
Pour résoudre les conflits entre la vie privée et les profits, un système nouvellement proposé est le paiement par suivi. Un courtier existe entre les utilisateurs et les annonceurs. Les utilisateurs pourraient décider de fournir ou non leurs informations personnelles au courtier, puis le courtier enverrait les informations personnelles fournies par les utilisateurs aux annonceurs. Pendant ce temps, les utilisateurs pourraient recevoir des récompenses monétaires pour avoir partagé leurs informations personnelles. Cela pourrait aider à protéger la confidentialité et l'efficacité du suivi, mais entraînerait des coûts supplémentaires.

### Tarification personnalisée
La tarification personnalisée est basée sur l'idée que si un utilisateur achète fréquemment un certain produit ou paie un prix plus élevé pour ce produit, l'utilisateur pourrait se voir facturer un prix plus élevé pour ce produit. L'historique de navigation web pourrait donner des prédictions fiables sur les comportements d'achat des utilisateurs. Lors de l'utilisation d'une tarification personnalisée, le bénéfice des entreprises pourrait augmenter de 12,99 % par rapport aux cas du statu quo.

### Rechercher
L'historique de navigation Web pourrait être utilisé pour faciliter la recherche, par exemple en révélant le comportement de navigation des personnes. Lorsqu'un internaute navigue intensivement sur un site, la probabilité de demander une page supplémentaire diminue. Lorsqu'un utilisateur visite plus de sites, la probabilité de demander des pages supplémentaires diminue.
L'historique de navigation web peut également être utilisé pour créer des bibliothèques web personnelles. La bibliothèque web personnelle est créée en collectant et en analysant l'historique de navigation web de l'utilisateur. Cela pourrait aider l'utilisateur à remarquer les tendances de navigation, la distribution du temps et les sites web les plus fréquemment utilisés. Certains utilisateurs considèrent cette fonction comme utile.

## Vie privée

### Préoccupations
L'historique de navigation web stocké localement n'est publié nulle part publiquement par défaut. Cependant, presque tous les sites web sont suivis par des logiciels publicitaires et des programmes potentiellement indésirables qui collectent les informations des utilisateurs sans leur consentement. Ces méthodes de suivi sont généralement autorisées par les plateformes par défaut. L'historique de navigation web est également collecté par les cookies sur les sites web, qui peuvent être divisés en deux types, les cookies propriétaires et les cookies tiers. Les cookies tiers sont généralement intégrés sur des sites web propriétaires et collectent des informations à partir de ceux-ci. Les cookies tiers ont une efficacité et une capacité d'agrégation de données supérieures à celles des cookies propriétaires. Alors que les cookies propriétaires n'ont accès aux données de l'utilisateur que sur un seul site web, les cookies tiers peuvent combiner des données collectées à partir de différents sites web pour rendre l'image de l'utilisateur plus complète. Pendant ce temps, plusieurs cookies tiers peuvent exister sur le même site web.
Avec suffisamment d'informations disponibles, les utilisateurs pourraient être identifiés sans se connecter à leur compte.
Lorsque les cookies tiers collectent l'historique de navigation web des utilisateurs à partir de plusieurs sites web, plus d'informations entraînent davantage de problèmes de confidentialité. Par exemple, un utilisateur parcourt les actualités sur un site web et recherche des informations médicales sur l'autre site web. Lorsque l'historique de navigation de ces deux sites Internet est combiné, l'utilisateur peut être considéré comme intéressé par les actualités liées à des sujets médicaux. Lorsque l'historique de navigation de différents sites web est combiné, cela peut refléter une image plus précise de la personne.

### Controverses

#### Fuite de données de recherche AOL
En 2006, AOL a publié une grande quantité de données sur ses utilisateurs, y compris l'historique de recherche. Bien qu'aucun identifiant ou nom d'utilisateur n'ait été inclus, les utilisateurs ont pu être identifiés sur la base de l'historique de navigation publié. Par exemple, l'utilisateur no 4417749 a été identifié avec son historique de recherche sur trois mois.

#### Collecter des données précises d'Avast

Logo d'Avast

En 2020, Avast, un logiciel antivirus populaire, est accusé de vendre l'historique de navigation à des tiers. Il fait l'objet d'une enquête préliminaire sur cette accusation par des fonctionnaires de la République tchèque. Le rapport démontre qu'Avast a vendu les données des utilisateurs via Jumpshot, un outil d'analyse marketing. Avast affirme que les informations personnelles des utilisateurs n'étaient pas incluses dans la fuite. Cependant, l'historique de navigation pourrait être utilisé pour identifier les utilisateurs. Avast ferme Jumpshot en réponse à ce problème.

### Protection
Lorsque l'utilisateur estime qu'il existe un risque pour sa vie privée, son intention de divulguer des informations personnelles sera moindre, mais ses actions ne seront pas affectées. Cependant, certaines études révèlent qu'il n'y a pas de différence significative entre l'intention et les actions de divulgation d'informations sur la confidentialité, ce qui signifie que l'utilisateur réduira les actions de partage d'informations personnelles et prendra davantage de mesures de protection lorsqu'il se sentira concerné par la confidentialité. Lorsque les utilisateurs ont des problèmes de confidentialité, ils utilisent moins les services en ligne. Ils prendraient également plus de mesures de protection telles que refuser de fournir leurs informations, offrir de fausses informations, supprimer leurs informations en ligne et se plaindre aux personnes qui les entourent ou aux organisations concernées.
Cependant, il est difficile pour les utilisateurs de protéger leur vie privée pour plusieurs raisons. Premièrement, les utilisateurs ne sont pas suffisamment conscients de la confidentialité. Ils ne craignent pas d'être pister en ligne à moins qu'il n'y ait des impacts substantiels sur eux. Ils ne savent pas non plus en quoi leurs données personnelles contiennent des valeurs commerciales. Il est généralement difficile pour les utilisateurs de remarquer les liens de politique de confidentialité sur tous les types de sites web, les utilisatrices et les utilisateurs plus âgés étant plus susceptibles d'ignorer ces avis. Même lorsque les utilisateurs remarquent des liens de confidentialité, leur divulgation d'informations peut ne pas être affectée. De plus, les utilisateurs ne disposent pas non plus de connaissances techniques suffisantes pour se protéger même lorsqu'ils remarquent une fuite de confidentialité. Ils sont placés du côté passif avec peu de place pour changer la situation.
La plupart des utilisateurs utilisent des bloqueurs de publicités, suppriment les cookies, évitent les sites web qui collectent des informations personnelles pour essayer de protéger leur historique de navigation Web contre la collecte,. Cependant, la plupart des bloqueurs de publicités n'offrent pas suffisamment de conseils aux utilisateurs pour les aider à améliorer leur sensibilisation à la confidentialité. Plus important encore, ils s'appuient sur une liste noire et une liste blanche par défaut. Ces listes n'incluent généralement pas les sites web qui suivent les utilisateurs. Les bloqueurs de publicités ne peuvent être efficaces que si ces domaines de suivi sont bloqués.